# Kinzig-Murg-Rinne und Kraichgau bei Bruchsal
Kinzig-Murg-Rinne und Kraichgau bei Bruchsal este o arie protejată (arie specială de conservare — SAC, sit de importanță comunitară — SCI) din Germania întinsă pe o suprafață de 2.595,33 ha, integral pe uscat.

## Localizare
Centrul sitului Kinzig-Murg-Rinne und Kraichgau bei Bruchsal este situat la coordonatele 49°04′58″N 8°32′35″E / 49.0828°N 8.5431°E.

## Înființare
Situl Kinzig-Murg-Rinne und Kraichgau bei Bruchsal a fost declarat sit de importanță comunitară în ianuarie 2005 pentru a proteja 1 specie de plante și 12 specii de animale. Situl a fost protejat și ca arie specială de conservare în ianuarie 2019.

## Biodiversitate
Situată în ecoregiunea continentală, aria protejată conține 16 habitate naturale: Ape puternic oligomezotrofe cu vegetație bentonică cu Chara spp., Lacuri eutrofice naturale cu vegetație de tip Magnopotamion sau Hydrocharition, Cursuri de apă de la nivel de câmpie la nivel montan, cu vegetație Ranunculion fluitantis și Callitricho-Batrachion, Pajiști carstice calcaroase sau bazofile, de Alysso-Sedion albi, Pajiști uscate seminaturale și facies de acoperire cu tufișuri pe substraturi calcaroase (Festuco-Brometalia) (* situri importante pentru orhidee), Pajiști uscate seminaturale și facies de acoperire cu tufișuri pe substraturi calcaroase (Festuco-Brometalia) (* situri importante pentru orhidee), Fânețe de joasă altitudine (Alopecurus pratensis, Sanguisorba officinalis), Pante stâncoase calcaroase cu vegetație casmofită, Păduri de fag Luzulo-Fagetum, Păduri de fag Asperulo-Fagetum, Păduri de fag din Europa Centrală dezvoltate pe sol calcaros cu Cephalanthero-Fagion, Păduri de stejar sau de stejar și carpen sub-atlantice și medio-europene de Carpinion betuli, Păduri de stejar și carpen Galio-Carpinetum, Păduri pe pante, grohotișuri și ravene de Tilio-Acerion, Păduri acidofile de stejar bătrân cu Quercus robur pe câmpii nisipoase, Păduri aluvionare cu Alnus glutinosa și Fraxinus excelsior (Alno-Padion, Alnion incanae, Salicion albae).
La baza desemnării sitului se află mai multe specii protejate:
- plante (1): mușchi (Dicranum viride)
- amfibieni (2): izvoraș-cu-burta-galbenă (Bombina variegata), triton cu creastă (Triturus cristatus)
- mamifere (2): liliac cu urechi mari (Myotis bechsteinii), liliac comun (Myotis myotis)
- nevertebrate (6): croitorul mare al stejarului (Cerambyx cerdo), Cucujus cinnaberinus, Euplagia quadripunctaria, rădașcă (Lucanus cervus), phengaris nausithous (Maculinea nausithous), Osmoderma eremita Complex
- pești (2): țipar (Misgurnus fossilis), boarță (Rhodeus amarus)